# IC 965
IC 965 ist eine Galaxie vom Hubble-Typ S im Sternbild Bärenhüter am Nordsternhimmel. Sie ist schätzungsweise 292 Millionen Lichtjahre von der Milchstraße entfernt.
Das Objekt wurde am 23. Juni 1892 von dem französischen Astronomen Stéphane Javelle entdeckt.